# Tron Maksymiana

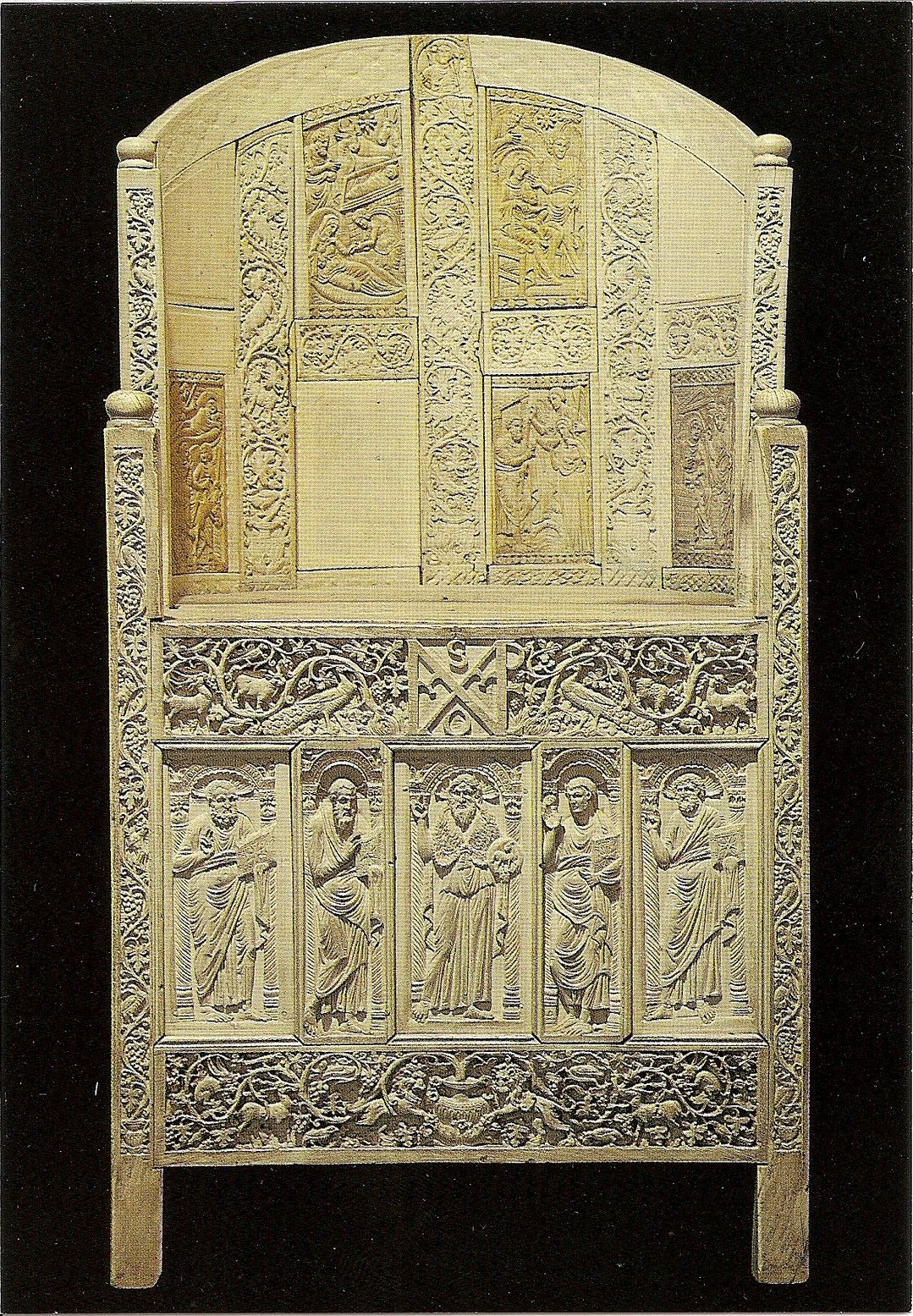

Tron Maksymiana – tron z VI wieku z drewna i kości słoniowej wykonany dla arcybiskupa Maksymiana z Rawenny, obecnie w ekspozycji Muzeum Arcybiskupiego w Rawennie.

## Historia
Zabytek datowany jest na lata około 546–556. Przyjęto, że został wyrzeźbiony na wschodzie Cesarstwa Bizantyjskiego i wysłany do Rawenny, lecz od dawna toczy się naukowy spór co do tego, czy został wykonany w Konstantynopolu, czy w Aleksandrii. Prawdopodobnie był zamówiony przez cesarza Justyniana i przesłany do Rawenny w darze arcybiskupowi Maksymianowi.

## Opis
Tron ma 55,9 cm szerokości i 150 cm wysokości. W jego stylistyce widoczne są cechy sztuki wczesnochrześcijańskiej i bizantyjskiej. Wykonano go z rzeźbionych paneli z kości słoniowej umieszczonych na drewnianym szkielecie. Panele zdobione są płaskorzeźbami przedstawiającymi postacie i sceny biblijne. Różnice stylistyczne pomiędzy panelami sugerują, że zostały one wykonane przez kilku różnych artystów (być może co najmniej czterech). Panele figuratywne są obramowane kompozycjami winorośli, ptaków i zwierząt. W całości dekoracji tronu brakuje obecnie 12 paneli.
Na półokrągłym oparciu tronu umieszczono sceny z życia Jezusa i Maryi (pierwotnie 24 panele – 8 z przodu i 16 z tyłu), po bokach sceny z historii starotestamentowego Józefa (10 paneli), natomiast z przodu widoczni są czterej Ewangeliści i centralnie umieszczony św. Jan Chrzciciel, trzymający medalion z wyobrażeniem Baranka Bożego. Z przodu tronu, poniżej paneli figuratywnych, znajduje się przedstawienie dwóch lwów strzegących wazy, z której wyrastają pędy winorośli, a powyżej postaci świętych wyrzeźbiono monogram arcybiskupa Maksymiana flankowany dwoma pawiami.